# Anders Wilde
Anders Wilde, född 1725, död den 20 februari 1795, var en svensk historiker och biblioteksman. Han var son till Jacob Wilde.
Wilde blev amanuens hos rikshistoriografen 1747 och hos Censor librorum 1755. Han var flera gånger tillförordnad censor, blev 1758 extra ordinarie och 1760, efter Magnus von Celse, ordinarie kunglig bibliotekarie. Wilde erhöll 1762 kunglig sekreterares och sedermera kansliråds fullmakt. Han biträdde fadern i arbetet och översatte flera skrifter till svenska, bland annat av Samuel von Pufendorff, samt ett par av faderns verk till latin.